# Dealul Pădurea Murei - Sângeorzu Nou
Dealul Pădurea Murei - Sângeorzu Nou este o arie protejată (sit de importanță comunitară — SCI) din România, desemnată în scopul protejării biodiversității și menținerii într-o stare de conservare favorabilă a florei spontane și faunei sălbatice, precum și a habitatelor naturale de interes comunitar aflate în arealul zonei de protecție. Aceasta este întinsă pe o suprafață de 278,2 ha, integral pe uscat.

## Localizare
Centrul sitului Dealul Pădurea Murei - Sângeorzu Nou este situat la coordonatele 46°56′03″N 24°22′51″E / 46.934106°N 24.380944°E. Situl se întinde pe teritoriile administrative ale comunelor Galații Bistriței, Lechința și Sânmihaiu de Câmpie din județul Bistrița-Năsăud.

## Înființare
Situl Dealul Pădurea Murei - Sângeorzu Nou a fost declarat sit de importanță comunitară (ROSCI0396) în septembrie 2011 în ianuarie 2016 pentru a proteja 1 specie de plante.

## Biodiversitate
Situată în ecoregiunea continentală, aria protejată conține 3 habitate naturale: Tufărișuri subcontinentale peripanonice, Pajiști uscate seminaturale și facies de acoperire cu tufișuri pe substraturi calcaroase (Festuco-Brometalia) (* situri importante pentru orhidee), Pajiști stepice subpanonice.
La baza desemnării sitului se află o specie floristică protejată: stânjenelul de stepă (Iris aphylla subsp. hungarica).